# ألفرد مولر (رجل أعمال)
ألفرد مولر هو شخصية أعمال كرواتي، ولد في 1888 في زغرب في كرواتيا، وتوفي في 1945 في معسكر الاعتقال داكاو في ألمانيا.